# Welcome to the Jungle
Welcome to the Jungle è un singolo del gruppo musicale statunitense Guns N' Roses, pubblicato il 3 ottobre 1987 come secondo estratto dal primo album in studio Appetite for Destruction.
Il brano in un primo momento faticò a imporsi in classifica. Fu nuovamente distribuito l'anno successivo, in seguito al successo ottenuto dal gruppo con il singolo Sweet Child o' Mine, entrando dunque al settimo posto della Billboard Hot 100.

## Descrizione
Fu scritta da Axl Rose e Slash. Secondo Rose, l'ispirazione per il testo giunse da un incontro che lui e un amico avevano avuto con un senzatetto mentre vagavano per New York in autostop. Cercando di impaurire i due giovani, l'uomo urlò loro contro: «You know where you are? You're in the jungle, baby! You gonna die!» («Sai dove sei? Sei nella giungla, piccolo! E morirai!»). L'incidente colpì il cantante al punto di raccontarlo nel brano. La parte del testo in cui viene ripetuto il titolo del brano fu usata anche in Underwater World, canzone del gruppo glam rock finlandese Hanoi Rocks, che Rose ha sempre riconosciuto come propri ispiratori.
Nonostante il fatto di New York portò ispirazione al testo, Welcome to the Jungle fu scritta a Seattle ed ambientata a Los Angeles. Nel 1988, in un'intervista con il periodico Hit Parader, Rose disse: «Ho scritto il testo a Seattle. È una grande città, ma nello stesso tempo è ancora troppo piccola se paragonata a Los Angeles e a ciò che vi potresti ammirare. Seattle è molto più rurale. Ho voluto scrivere la canzone pensando a come la più grande città della California poteva apparire per l'agricolo Nord-Ovest. Se qualcuno passasse in città e volesse andare in cerca di qualcosa, potrebbe trovarci di tutto.»
Un altro spezzone, «Voglio vederti sanguinare», fu scritto in origine come allusione al brano degli AC/DC If You Want Blood (You've Got It) e alla sua parte «Voglio che tu sanguini per me». Tuttavia Axl cambiò il testo quasi una settimana prima della registrazione, perché trovava migliore il tempismo della canzone riveduta e corretta.

### Welcome to the Junglee Manuel Noriega
Il brano fu impiegato durante l'invasione di Panama nel 1989. Quando Manuel Noriega si rifugiò nell'ambasciata vaticana, le truppe statunitensi circondarono l'ambasciata e diffusero Welcome to the Jungle a volume elevato. Noriega era un amante dell'opera lirica e detestava il rock. Il Washington Post News Service riportò «con le truppe statunitensi all'ambasciata vaticana che continuano a fare guerra psicologica contro Noriega diffondendo musica rock con altoparlanti e salutandolo con un cordiale 'Gooood Morning Panama'». Così, per irritare e intimidire Noriega (e per divertirsi nello stesso tempo) le truppe disposero gli altoparlanti e bombardarono l'ambasciata vaticana con un po' di «buon vecchio rock'n'roll statunitense». Welcome to the Jungle fu la prima canzone ad uscir fuori assordante dagli altoparlanti.
Alla fine, sotto richiesta del Vaticano, fu fatto smettere il frastuono. Qualche giorno dopo, Noriega si arrese alle pressioni internazionali. In ogni caso, nonostante la concezione popolare che la musica fu una forma di tortura psicologica ai danni di Noriega, è stato rivelato che l'intera operazione fu svolta semplicemente per evitare che le équipe giornalistiche, organizzate con microfoni parabolici, ascoltassero i delicati negoziati che stavano avvenendo nell'ambasciata.

## Video musicale
Welcome to the Jungle fu il primo videoclip dei Guns N' Roses. Venne diretto da Nigel Dick tra il 1° e il 2 agosto 1987 tra il Park Plaza Hotel e 450 S. La Brea Avenue, ad Hollywood.
Il video inizia con Axl Rose che scende da un autobus con una valigia, vestito come un ingenuo nuovo arrivato in città, mentre suona il riff di apertura. Il cantante si accorge di un uomo in camicia di forza (Rose, in un altro ruolo) negli schermi televisivi di un negozio, dove si trova Slash con una bottiglia di alcool in mano, e si ferma a guardarlo. Poi il video mostra gli aspetti più negativi di Los Angeles, come gli abusi dei militari, mostrando la metropoli come una vera e propria giungla. Alla fine del clip, Rose sta ancora guardando gli schermi TV del negozio, ma stavolta con look ed attitudine di un rocker.
Nel video appaiono anche gli altri Guns, in altri ruoli. Izzy Stradlin è nei panni di uno spacciatore di droga, che sta accanto a Rose all'uscita dall'autobus (ciò è menzionato dallo stesso Stradlin anche un brano da Use Your Illusion II, 14 Years, nella parte: "Ero uno spacciatore/appeso alla tua strada"). All'inizio Slash è seduto per terra di fronte agli schermi TV del negozio, mentre beve da un sacchetto di carta, e alla fine scompare.
Welcome to the Jungle non ebbe successo immediato. Inizialmente MTV si rifiutò di trasmettere il video. I manager della rete decisero di mandarla in onda solo di notte, dopo un accordo speciale con David Geffen, capo dell'etichetta dei Guns N' Roses. Ricevette programmazione definitiva solo dopo censura di alcune scene, tra cui alcune nuove e parte della sequenza con il batterista Steven Adler e la sua fidanzata a letto.
Malgrado la trasmissione esclusivamente notturna, il video attirò l'attenzione di molti spettatori e divenne tra i più richiesti su MTV. Sia il videoclip che il singolo ebbero un'ulteriore spinta al successo quando Welcome to the Jungle fu usata nella colonna sonora del film Scommessa con la morte, nell'estate del 1988.

## Riconoscimenti
Nel 2009 è stata nominata la più grande canzone hard rock di tutti i tempi da VH1. È inoltre presente in 26ª posizione tra le 100 più grandi canzoni degli anni ottanta. Rolling Stone l'ha inserita al 467º posto nella sua lista dei 500 migliori brani musicali.

## Nella cultura di massa
Welcome to the Jungle è stata impiegata per molti film. Nel film del 1988 con Clint Eastwood Scommessa con la morte, era la canzone cantata dalla rock star interpretata da Jim Carrey; questa fu inclusa nella colonne sonore del film. Apparve anche in Conta su di me e in Selena durante la scena in cui un barbiere stava tagliando i capelli di una persona e alcune persone distruggevano una stanza di un hotel. È presente anche nei film The Program (1993), Death Race (2008) e Megamind (2010).
Nel videogioco del 2004 Grand Theft Auto: San Andreas, la canzone era presente nella playlist della stazione alternative-metal Radio X. Ironicamente, Axl Rose dà la voce al DJ della sua stazione radio rivale K-DST, che trasmette classic rock, dove lui molto spesso definisce aspramente Radio X una massa di "teenager piagnucolanti che dovrebbero andarsene".
In Celebrity Deathmatch, i commenti durante il match tra Axl e Slash sono presi direttamente, e ironicamente, dal testo di Welcome to the Jungle.
La canzone è inclusa nel videogioco simulatore di strumenti Guitar Hero III: Legends of Rock, in cui appare Slash come personaggio sbloccabile.
Welcome to the Jungle è utilizzata dai Boston Celtics come musica appena prima della pall'a due e quando le squadre rientrano in campo dopo un time-out, specialmente in finali punto a punto e nei playoffs. Il TD Banknorth Garden per questo motivo è soprannominato "The Jungle". È utilizzata come musica per l'entrata in campo dei giocatori anche da Fortitudo Bologna, HC Lugano (Stagione 2008/2009), Benetton Treviso, JuveCaserta Basket (Stagione 2009/2010).
Nel 2017 il brano appare nei titoli di coda del film Jumanji - Benvenuti nella giungla.

## Cover e parodie
- Una parodia, Welcome to the Summer, fu usata come colonna sonora della radio australiana Triple M nel 1990.
- I Big Daddy hanno registrato una versione doo-wop version in tono The Lion Sleeps Tonight nel loro album del 1991 Cutting Their Own Groove.
- I Richard Cheese and Lounge Against the Machine realizzarono una cover in versione lounge nel loro album del 2005 Aperitif for Destruction.
- Anche la band industrial metal Pigface ne ha fatto una cover, così come il gruppo grindcore Hewhocorrupts nel loro album The Discographer.
- Nel 2011 il duo di violoncellisti croato/sloveno 2Cellos ha reinterpretato il brano con l'ausilio di soli due violoncelli ed inserito nel loro album omonimo.[15]
- Nel 2014 il brano è stato ripreso dal cantante inglese Novo Amor per lo spot televisivo del deodorante Axe Black.[16]

## Tracce

### Edizione del 1987
7" (Stati Uniti)
- Lato A

1. Welcome to the Jungle – 4:30

- Lato B

1. Mr. Brownstone – 3:46

7" (Regno Unito)
- Lato A

1. Welcome to the Jungle – 4:30

- Lato B

1. Whole Lotta Rosie (Live AC/DC cover) – 5:29

12" (Regno Unito)
1. Welcome to the Jungle – 4:30
2. Whole Lotta Rosie (Live AC/DC cover) – 5:29
3. It's So Easy (Live)
4. Knockin' on Heaven's Door (Live Bob Dylan cover)

### Edizione del 1988
7" (Regno Unito)
1. Welcome to the Jungle – 4:30

- Lato B

1. Nightrain – 4:29

12" giri (Regno Unito), 3" CD (GEF 47CD)
1. Welcome to the Jungle – 4:30
2. Nightrain – 4:29
3. You're Crazy (Acoustic Version) – 4:10

## Formazione
- W. Axl Rose – voce
- Slash – chitarra solista
- Izzy Stradlin – chitarra ritmica, cori
- Duff "Rose" McKagan – basso, cori
- Steven Adler – batteria

## Classifiche
| Classifica (1988)             | Posizione massima |
| ----------------------------- | ----------------- |
| Australia                     | 41                |
| Finlandia                     | 13                |
| Irlanda                       | 14                |
| Nuova Zelanda                 | 6                 |
| Paesi Bassi                   | 84                |
| Regno Unito                   | 24                |
| Stati Uniti                   | 7                 |
| Stati Uniti (mainstream rock) | 37                |